# Польща на зимових Олімпійських іграх 1972
Польща на зимових Олімпійських іграх 1972 року, які проходили в японському місті Саппоро, була представлена 47 спортсменами (39 чоловіками та 8 жінками) у 8 видах спорту. Прапороносцем на церемонії відкриття Олімпійських ігор був гірськолижник Анджей Бахледа.
Польські спортсмени здобули одну золоту медаль. Збірна Польщі посіла 13 загальнокомандне місце.

## Медалісти
| Медалі за видом спорту | Медалі за видом спорту | Медалі за видом спорту | Медалі за видом спорту | Медалі за видом спорту |
| ---------------------- | ---------------------- | ---------------------- | ---------------------- | ---------------------- |
| Вид                    | 1                      | 2                      | 3                      | Всього                 |
| Стрибки з трампліна    | 1                      | 0                      | 0                      | 1                      |
| Всього                 | 1                      | 0                      | 0                      | 1                      |

| Медаль | Спортсмен      | Вид спорту          | Дисципліна       |
| ------ | -------------- | ------------------- | ---------------- |
| Золото | Войцех Фортуна | Стрибки з трампліна | великий трамплін |

## Біатлон
| Дисципліна                           | Спортсмен                                           | Час        | Промахів | Відкоректований час | Місце |
| ------------------------------------ | --------------------------------------------------- | ---------- | -------- | ------------------- | ----- |
| 20 км, індивідуальна гонка, чоловіки | Анджей Федор                                        | 1'19:17.25 | 11       | 1'30:17.25          | 48    |
| 20 км, індивідуальна гонка, чоловіки | Юзеф Стопка                                         | 1'19:18.66 | 8        | 1'27:18.66          | 35    |
| 20 км, індивідуальна гонка, чоловіки | Анджей Рапач                                        | 1'17:21.02 | 9        | 1'26:21.02          | 33    |
| 20 км, індивідуальна гонка, чоловіки | Олександр Кліма                                     | 1'17:00.86 | 2        | 1'19:00.86          | 9     |
| естафета, чоловіки                   | Юзеф Ружак Юзеф Стопка Анджей Рапач Олександр Кліма | 1'58:09.92 | 4        |                     | 7     |

## Гірськолижний спорт
| Спортсмен      | Змагання                     | Фінал   | Фінал   | Фінал   | Фінал |
| Спортсмен      | Змагання                     | Спуск 1 | Спуск 2 | Разом   | Місце |
| -------------- | ---------------------------- | ------- | ------- | ------- | ----- |
| Анджей Бахледа | гігантський слалом, чоловіки | 1:34.40 | 1:38.02 | 3:12.42 | 9     |
| Анджей Бахледа | слалом, чоловіки             | 57.04   | 55.22   | 1:52.26 | 10    |

## Лижне двоборство
| Спортсмен              | Змагання                                 | Стрибок з трампліну | Стрибок з трампліну | Стрибок з трампліну | Стрибок з трампліну | Лижна гонка | Лижна гонка | Лижна гонка | Разом   | Разом |
| Спортсмен              | Змагання                                 | Дистанція 1         | Дистанція 2         | Бали                | Місце               | Час         | Бали        | Місце       | Бали    | Місце |
| ---------------------- | ---------------------------------------- | ------------------- | ------------------- | ------------------- | ------------------- | ----------- | ----------- | ----------- | ------- | ----- |
| Казимеж Длугопольський | індивідуальний нормальний трамплін/15 км | 73.0                | 73.5                | 184.9               | 10                  | 51:38.5     | 190.960     | 24          | 375.860 | 12    |
| Юзеф Гонсеніца         | індивідуальний нормальний трамплін/15 км | 67.5                | 64.5                | 146.8               | 34                  | 51:29.4     | 192.325     | 21          | 339.125 | 31    |
| Стефан Гуля            | індивідуальний нормальний трамплін/15 км | 72.5                | 71.0                | 178.2               | 18                  | 51:29.4     | 192.325     | 21          | 370.525 | 17    |

## Лижні перегони
| Дисципліна                | Спорстмени                                     | Дистанція  | Дистанція |
| Дисципліна                | Спорстмени                                     | Час        | Місце     |
| ------------------------- | ---------------------------------------------- | ---------- | --------- |
| 15 км, чоловіки           | Ян Сташель                                     | 48:46.72   | 33        |
| 30 км, чоловіки           | Ян Сташель                                     | 1'43:35.68 | 29        |
| 5 км, жінки               | Анна Генбала-Дурай                             | 18:13.43   | 29        |
| 5 км, жінки               | Владислава Маєрчик                             | 17:56.55   | 23        |
| 5 км, жінки               | Юзефа Хромік                                   | 17:55.41   | 21        |
| 5 км, жінки               | Вероніка Будни                                 | 17:38.74   | 13        |
| 10 км, жінки              | Владислава Маєрчик                             | 38:19.66   | 34        |
| 10 км, жінки              | Юзефа Хромік                                   | 36:45.39   | 21        |
| 10 км, жінки              | Анна Генбала-Дурай                             | 36:32.65   | 15        |
| 10 км, жінки              | Вероніка Будни                                 | 35:57.59   | 11        |
| 3 × 5 км, естафета, жінки | Анна Генбала-Дурай Юзефа Хромік Вероніка Будни | 51:49.13   | 7         |

## Санний спорт
| Дисципліни        | Спортсмени                          | Спуск 1 | Спуск 1 | Спуск 2 | Спуск 2 | Спуск 3 | Спуск 3 | Спуск 4 | Спуск 4 | Разом   | Разом |
| Дисципліни        | Спортсмени                          | Час     | Місце   | Час     | Місце   | Час     | Місце   | Час     | Місце   | Час     | Місце |
| ----------------- | ----------------------------------- | ------- | ------- | ------- | ------- | ------- | ------- | ------- | ------- | ------- | ----- |
| Одинаки, чоловіки | Ришард Гавьор                       | 54.72   | 24      | 54.09   | 20      | 53.26   | 21      | 52.87   | 16      | 3:34.94 | 19    |
| Одинаки, чоловіки | Мирослав Венцковський               | 54.43   | 22      | 54.82   | 27      | 54.61   | 34      | 53.75   | 30      | 3:37.61 | 27    |
| Одинаки, чоловіки | Люц'ян Кудзя                        | 54.14   | 19      | 53.58   | 15      | 52.36   | 11      | 52.75   | 13      | 3:32.83 | 13    |
| Одинаки, чоловіки | Януш Гжемовський                    | 53.07   | 8       | 53.12   | 10      | 52.66   | 15      | 52.59   | 12      | 3:31.44 | 12    |
| Двійки, чоловіки  | Мирослав Венцковський Войцех Кублик | 44.88   | 6       | 44.78   | 4       |         |         |         |         | 1:29.66 | 5     |
| Двійки, чоловіки  | Люц'ян Кудзя Ришард Гавьор          | 45.28   | 9       | 45.40   | 11      |         |         |         |         | 1:30.68 | 9     |
| Одинаки, жінки    | Барбара П'єха                       | 45.96   | 9       | 46.24   | 10      | 45.89   | 8       | 44.98   | 6       | 3:03.07 | 9     |
| Одинаки, жінки    | Веслава Мартика                     | 45.68   | 7       | 46.12   | 9       | 45.47   | 6       | 45.06   | 7       | 3:02.33 | 6     |
| Одинаки, жінки    | Галина Канаш                        | 45.66   | 6       | 45.98   | 7       | 45.52   | 7       | 45.17   | 9       | 3:02.33 | 6     |

## Стрибки з трапліна
| Спортсмен                   | Дисципліна          | Стрибок 1 | Стрибок 1 | Стрибок 2 | Стрибок 2 | Разом | Разом |
| Спортсмен                   | Дисципліна          | Відстань  | Бали      | Відстань  | Бали      | Бали  | Місце |
| --------------------------- | ------------------- | --------- | --------- | --------- | --------- | ----- | ----- |
| Станіслав Гонсеніца Даніель | нормальний трамплін | 73.5      | 97.3      | 72.5      | 96.7      | 194.0 | 39    |
| Тадеуш Павлюсяк             | нормальний трамплін | 73.5      | 98.8      | 71.5      | 99.1      | 197.9 | 32    |
| Адам Кшиштофяк              | нормальний трамплін | 75.5      | 105.0     | 73.5      | 102.3     | 207.3 | 24    |
| Войцех Фортуна              | нормальний трамплін | 82.0      | 115.4     | 76.5      | 106.6     | 222.0 | 6     |
| Станіслав Гонсеніца Даніель | великий трамплін    | 83.0      | 83.2      | 86.0      | 87.9      | 171.1 | 31    |
| Адам Кшиштофяк              | великий трамплін    | 84.0      | 85.6      | 85.0      | 87.5      | 173.1 | 29    |
| Тадеуш Павлюсяк             | великий трамплін    | 87.0      | 89.3      | 90.0      | 94.0      | 183.3 | 18    |
| Войцех Фортуна              | великий трамплін    | 111.0     | 130.4     | 87.5      | 89.5      | 219.9 | 1     |

## Фігурне катання
| Спортсмени                             | Дисципліна    | SP | FS | Разом | Разом |
| Спортсмени                             | Дисципліна    | SP | FS | Бали  | Місце |
| -------------------------------------- | ------------- | -- | -- | ----- | ----- |
| Гражина Костжевіньська Адам Бродецький | Парне катання | 11 | 11 | 377.8 | 11    |

Key: FS = Free Skate, SP = Short Program

## Хокей
Склад команди
- Валерій Косиль
- Анджей Ткач
- Людвик Чаховський
- Маріан Фетер
- Станіслав Фрисльвейч
- Роберт Гуральчик
- Адам Копшинський
- Єжи Потц
- Анджей Щепанець
- Юзеф Баткевич
- Кшиштоф Бялиніцький
- Стефан Хованець
- Фелікс Гуральчик
- Тадеуш Кацік
- Тадеуш Облуй
- Юзеф Словакевич
- Лешек Токаж
- Веслав Токаж
- Валентій Зентара

### Перший раунд
Переможці проходять у медальний раунд, інші команди продовжують змагання у поєдинках за 7-12 місця
| Команда 1 | Рахунок | Команда 2 |
| --------- | ------- | --------- |
| Польща    | 4–0     | ФРН       |

### Медальний раунд
| Місце | Команда        | Pld | W | L | T | GF | GA | Pts |
| ----- | -------------- | --- | - | - | - | -- | -- | --- |
| 1     | СРСР           | 5   | 4 | 0 | 1 | 33 | 13 | 9   |
| 2     | США            | 5   | 3 | 2 | 0 | 18 | 15 | 6   |
| 3     | Чехословаччина | 5   | 3 | 2 | 0 | 26 | 13 | 6   |
| 4     | Швеція         | 5   | 2 | 2 | 1 | 17 | 13 | 5   |
| 5     | Фінляндія      | 5   | 2 | 3 | 0 | 14 | 24 | 4   |
| 6     | Польща         | 5   | 0 | 5 | 0 | 9  | 39 | 0   |

- Чехословаччина 14-1  Польща
- Фінляндія 5-1  Польща
- Швеція 5-3  Польща
- СРСР 9-3  Польща
- США 6-1  Польща